# Jann Mardenborough
Jann Mardenborough (Darlington, 9 settembre 1991) è un pilota automobilistico britannico, passato dalle corse eSport alle corse in pista dopo aver vinto la GT Academy. Durante la sua carriera in pista ha partecipato tre volte alla 24 Ore di Le Mans, oltre ad aver corso nella Super Formula e Super GT.

## Carriera
Jann Mardenborough è nato a Darlington nel Regno Unito ma ha trascorso la sua infanzia a Cardiff in Galles, figlio dell'ex-calciatore Steve Mardenborough, non ha intrapreso la carriera del padre, dedicandosi al motorsport. 

### Dal eSport a Le Mans

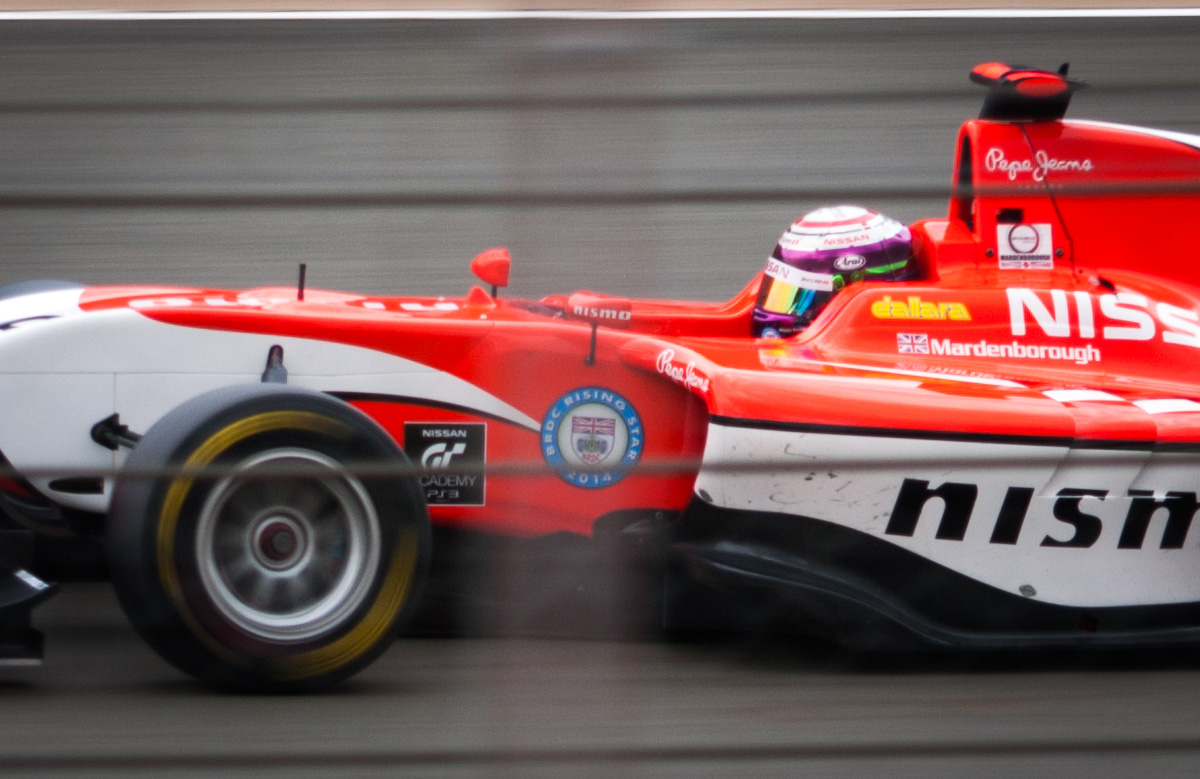
Jann Mardenborough nel 2014 con Arden nella GP3 Series

A differenza di altri piloti della sua generazione, Mardenborough non ha corso in Kart e fino all'età di 19 anni non è entrato nel mondo delle corse. Nel 2011 partecipa alla GT Academy, un campionato eSport creato dalla Sony e sponsorizzato dalla Nissan. Il britannico ha vinto la serie battendo altri 90.000 partecipanti.
Come premio del GT Academy ottiene la possibilità di correre la 24 Ore di Le Mans con la Nissan dove ottiene il quarto posto della sua categoria. L'anno seguente, nel 2012 prende parte al Campionato britannico GT guidando la Nissan GT-R GT3 dove chiude sesto in classifica piloti e riesce a vincere la sua prima corsa sul Circuito di Brands Hatch. Nel 2013 passa alle corse in monoposto unendosi al team Carlin partecipando alla Formula 3 europea e alla Formula 3 britannica. Lo stesso anno prende parte alla sua prima 24 Ore di Le Mans correndo nella Classe LMP2 per il team Greaves Motorsport. Mardenborough corre a Le Mans guidando la Zytek Z11SN motorizzata Nissan divisa con Lucas Ordóñez e Michael Krumm, l'equipaggio ottiene il terzo posto di classe. 
Nel 2014 partecipa alla GP3 Series con il team Arden International unendosi alla Red Bull Junior Team, Mardenborough ottiene la sua prima vittoria in monoposto nella seconda gara di Hockenheimring. Prende parte alla sua seconda 24 Ore di Le Mans, sempre nella Classe LMP2 ma correndo per il team OAK Racing sempre con il supporto della Nissan, il pilota britannico ottiene il nono posto assoluto e il quinto di classe. Mentre con l'Oreca 03 motorizzata Nissan prende parte alla 12 Ore di Sebring. 

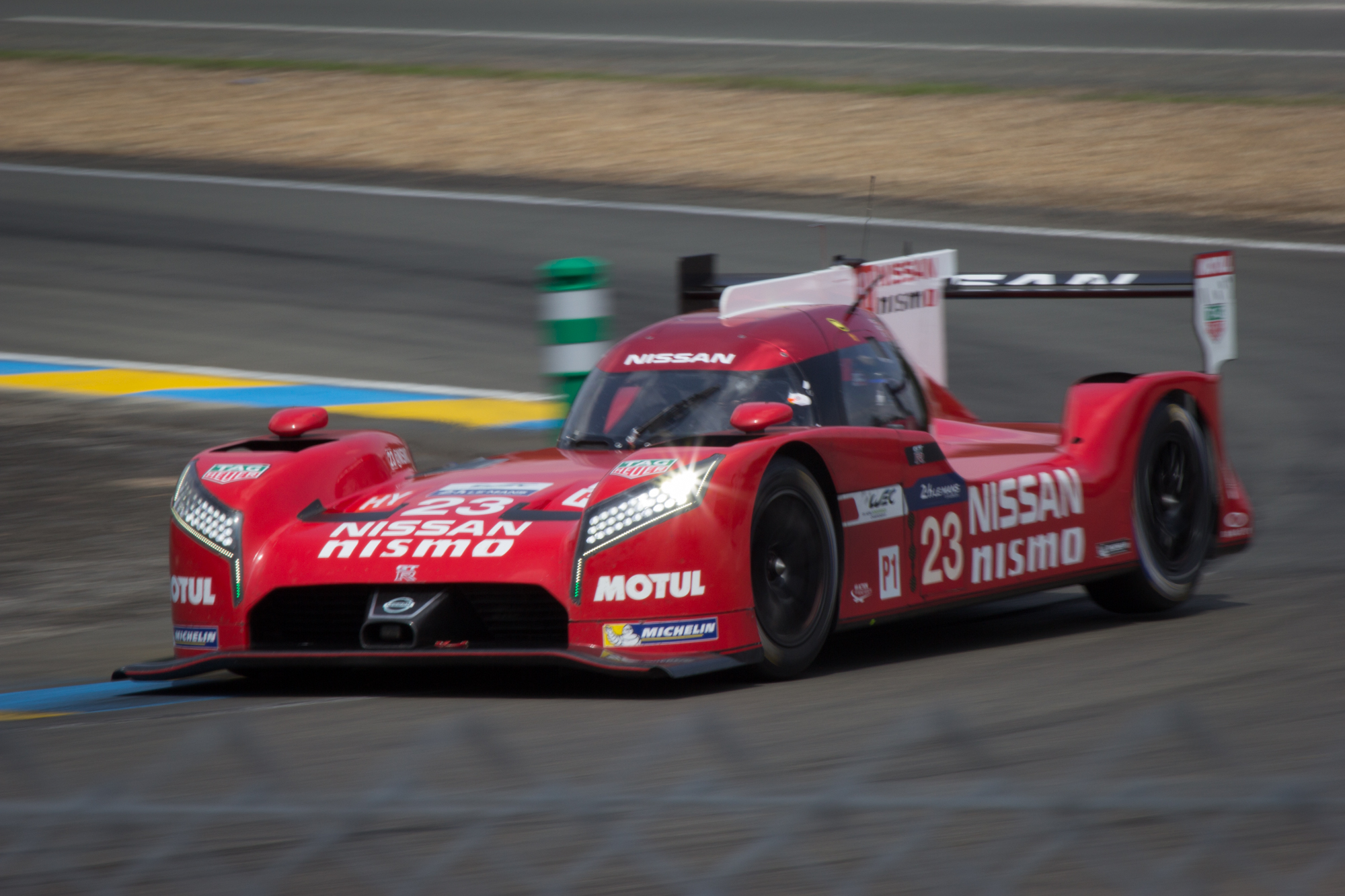
Jann Mardenborough alla guida della Nissan GT-R LM Nismo durante la 24 Ore di Le Mans 2015

L'anno seguente continua nella GP3 tornando a correre per la Carlin ottenendo due podi nella serie. Sempre nel 2015 partecipa alla Blancpain Endurance Series, ma il 28 marzo, al Nürburgring Nordschleife la Nissan GT-R Nismo classe GT3 di Mardenborough ha preso il volo scavalcando le recinzioni verso gli spettatori. Durante l'incidente uno spettatore è rimasto ucciso mentre il pilota britannico è uscito quasi illeso. Mardenborough prende parte anche al round di Monza della GP2 Series. Lo stesso anno prende parte alla 24 Ore di Le Mans, questa volta il pilota britannico corre con la Nissan GT-R LM Nismo nella classe regina della competizione in coppia con Olivier Pla e Max Chilton. Il prototipo della Nissan si dimostra poco competitivo e l'equipaggio è costretto al ritiro dopo metà corsa.

### Corse in Giappone
Dal 2016 Mardenborough decide di spostarsi in Giappone, sempre con il supporto della Nissan prende parte alla Super GT vincendo la sua prima corsa sul Circuito del Fuji nella classe GT300. Nello stesso anno corre anche nella Formula 3 giapponese, dove ottiene quattro vittorie e diventa vicecampione nella serie. Nel 2017 passa alla classe GT500 della Super GT e con il Itochu Enex Team Impul prende parte alla Super Formula dove a Suzuka ottiene la Pole Position. L'anno seguente non viene confermato nella Super Formula ma rimane nella Super GT fino la fine del 2020. Dal 2018 al 2022, Mardenborough è stato pilota tester del team di Formula E, Nissan e.dams, partecipando a diversi Rookie Test della serie. 
Nel 2023 torna in pista correndo alcuni round della Super Taikyu Series, dopo l'uscita del film a lui ispirato Mardenborough ha l'obiettivo di tornare a Le Mans.

### Il ritorno alle corse d'endurance
Nel 2025, Jann Mardenborough ritorna a competere nelle corse d'endurance in Europa, correndo nella GT World Challenge Europe con la Ford Mustang GT3 in coppia con Arjun Maini e Thomas Drouet.

## Nei media
Nel 2023 è uscito al cinema il film Gran Turismo - La storia di un sogno impossibile (Gran Turismo) che racconta la vita sportiva di Mardenborough, dove viene interpretato da Archie Madekwe.

## Risultati

### F3 europea
(legenda) (Le gare in grassetto indicano la pole position) (Gare in corsivo indicano Gpv)
| Anno | Telaio | Motore     | 1   | 2   | 3   | 4   | 5   | 6   | 7   | 8   | 9   | 10  | 11  | 12  | 13  | 14  | 15  | 16  | 17  | 18  | 19  | 20  | 21  | 22  | 23  | 24  | 25  | 26  | 27  | 28  | 29  | 30  | Punti | Pos. |
| ---- | ------ | ---------- | --- | --- | --- | --- | --- | --- | --- | --- | --- | --- | --- | --- | --- | --- | --- | --- | --- | --- | --- | --- | --- | --- | --- | --- | --- | --- | --- | --- | --- | --- | ----- | ---- |
| 2013 | Carlin | Volkswagen | MNZ | MNZ | MNZ | SIL | SIL | SIL | HOC | HOC | HOC | BRH | BRH | BRH | RBR | RBR | RBR | NOR | NOR | NOR | NÜR | NÜR | NÜR | ZAN | ZAN | ZAN | VAL | VAL | VAL | HOC | HOC | HOC | 12    | 21º  |
| 2013 | Carlin | Volkswagen | Rit | 11  | 14  | 16  | NP  | 8   | 16  | Rit | 22  | 13  | 10  | Rit | 13  | 21  | Rit | 7   | 27  | 12  | 15  | Rit | 11  | 16  | 23† | 14  | 18  | Rit | 11  | 16  | 18  | 11  | 12    | 21º  |

### 24 Ore di Le Mans
| Anno | Team               | Co-pilota                      | vettura              | Classe | Giri | Pos. | Class Pos. |
| ---- | ------------------ | ------------------------------ | -------------------- | ------ | ---- | ---- | ---------- |
| 2013 | Greaves Motorsport | Michael Krumm Lucas Ordóñez    | Zytek Z11SN-Nissan   | LMP2   | 327  | 9º   | 3°         |
| 2014 | OAK Racing         | Alex Brundle Mark Shulzhitskiy | Ligier JS P2-Nissan  | LMP2   | 354  | 9º   | 5º         |
| 2015 | Nissan Motorsports | Olivier Pla Max Chilton        | Nissan GT-R LM Nismo | LMP1   | 234  | DNF  | DNF        |

### 12 Ore di Sebring
| Anno | Team                       | Co-pilota             | vettura        | Classe | Giri | Pos. | Class Pos. |
| ---- | -------------------------- | --------------------- | -------------- | ------ | ---- | ---- | ---------- |
| 2014 | Muscle Milk Pickett Racing | Klaus Graf Lucas Luhr | Oreca 03Nissan | P      | 204  | DNF  | DNF        |

### GP3
(legenda) (Le gare in grassetto indicano la pole position) (Gare in corsivo indicano Gpv)
| Anno | Team                | 1   | 2   | 3   | 4   | 5   | 6   | 7   | 8   | 9   | 10  | 11  | 12  | 13  | 14  | 15  | 16  | 17  | 18  | Punti | Pos. |
| ---- | ------------------- | --- | --- | --- | --- | --- | --- | --- | --- | --- | --- | --- | --- | --- | --- | --- | --- | --- | --- | ----- | ---- |
| 2014 | Arden International | CAT | CAT | RBR | RBR | SIL | SIL | HOC | HOC | HUN | HUN | SPA | SPA | MNZ | MNZ | SOC | SOC | YMC | YMC | 77    | 9º   |
| 2014 | Arden International | 14  | 14  | 11  | Rit | 9   | 15  | 8   | 1   | 7   | 3   | 4   | 4   | 11  | Rit | 6   | 4   | 13  | Rit | 77    | 9º   |
| 2015 | Carlin              | CAT | CAT | RBR | RBR | SIL | SIL | HUN | HUN | SPA | SPA | MNZ | MNZ | SOC | SOC | BHR | BHR | YMC | YMC | 58    | 9º   |
| 2015 | Carlin              | 4   | 3   | 5   | 13  | 17  | 15  | Rit | 17  | Rit | 12  |     |     | 5   | 3   | 7   | Rit |     |     | 58    | 9º   |

### GP2
(legenda) (Le gare in grassetto indicano la pole position) (Gare in corsivo indicano Gpv)
| Anno | Team   | 1   | 2   | 3   | 4   | 5   | 6   | 7   | 8   | 9   | 10  | 11  | 12  | 13  | 14  | 15  | 16  | 17  | 18  | 19  | 20  | 21  | 22  | Punti | Pos. |
| ---- | ------ | --- | --- | --- | --- | --- | --- | --- | --- | --- | --- | --- | --- | --- | --- | --- | --- | --- | --- | --- | --- | --- | --- | ----- | ---- |
| 2015 | Carlin | BHR | BHR | CAT | CAT | MON | MON | RBR | RBR | SIL | SIL | HUN | HUN | SPA | SPA | MNZ | MNZ | SOC | SOC | BHR | BHR | YMC | YMC | 0     | 35º  |
| 2015 | Carlin |     |     |     |     |     |     |     |     |     |     |     |     |     |     | 19  | 20  |     |     |     |     |     |     | 0     | 35º  |

### Super GT
(legenda) (Le gare in grassetto indicano la pole position) (Gare in corsivo indicano Gpv)
| Anno | Team                   | Vettura         | Classe | 1      | 2      | 3      | 4      | 5       | 6      | 7      | 8      | Punti | Pos |
| ---- | ---------------------- | --------------- | ------ | ------ | ------ | ------ | ------ | ------- | ------ | ------ | ------ | ----- | --- |
| 2016 | NDDP Racing with B-MAX | Nissan GT-R GT3 | GT300  | OKA 10 | FUJ 1  | SUG 5  | FUJ 6  | SUZ 10  | CHA 2  | MOT 13 | MOT 6  | 52    | 4º  |
| 2017 | Team Impul             | Nissan GT-R     | GT500  | OKA 8  | FUJ 14 | AUT 7  | SUG 11 | FUJ 5   | SUZ 11 | CHA 14 | MOT 7  | 17    | 15º |
| 2018 | Team Impul             | Nissan GT-R     | GT500  | OKA 14 | FUJ 6  | SUZ 4  | CHA 6  | FUJ 12  | SUG 3  | AUT 11 | MOT 11 | 29    | 12º |
| 2019 | Kondō Racing           | Nissan GT-R     | GT500  | OKA 5  | FUJ 14 | SUZ 8  | CHA 4  | FUJ Rit | AUT 9  | SUG 15 | MOT 10 | 17    | 14º |
| 2020 | Kondō Racing           | Nissan GT-R     | GT500  | FUJ 10 | FUJ 12 | SUZ 11 | MOT 13 | FUJ 14  | SUZ 8  | MOT 14 | FUJ 13 | 4     | 19º |

### Super Formula
(legenda) (Le gare in grassetto indicano la pole position) (Gare in corsivo indicano Gpv)
| Anno | Team                   | 1      | 2     | 3      | 4     | 5      | 6     | 7     | 8     | 9     | Punti | Pos. |
| ---- | ---------------------- | ------ | ----- | ------ | ----- | ------ | ----- | ----- | ----- | ----- | ----- | ---- |
| 2017 | Itochu Enex Team Impul | SUZ 18 | OKA 6 | OKA 17 | FUJ 8 | MOT 14 | AUT 8 | SUG 9 | SUZ C | SUZ C | 4.5   | 14º  |